# Uvariopsis dioica
Uvariopsis dioica är en kirimojaväxtart som först beskrevs av Friedrich Ludwig Diels, och fick sitt nu gällande namn av Robyns och Jean H.P.A. Ghesquière. Uvariopsis dioica ingår i släktet Uvariopsis och familjen kirimojaväxter. Inga underarter finns listade i Catalogue of Life.